# ريتشارد الكسندر (لاعب هوكي الحقل)
ريتشارد الكسندر (بالإنجليزية: Richard Alexander) هو لاعب هوكي الحقل بريطاني، ولد في 15 سبتمبر 1981 في Homersfield ‏ في المملكة المتحدة.

## وصلات خارجية
- ريتشارد الكسندر على موقع اللجنة الأولمبية الدولية (الإنجليزية)
- ريتشارد الكسندر على موقع أوليمبيديا (الإنجليزية)
- ريتشارد الكسندر على موقع اللجنة الأولمبية البريطانية (الإنجليزية)
- ريتشارد الكسندر على موقع اتحاد ألعاب الكومنولث (مؤرشف) (الإنجليزية)